# Anna af Oldenborg
Anna af Oldenborg (14. november 1501 i Oldenburg – 24. september 1575 i Emden) var en grevinde af Østfrisland gennem sit ægteskab med greve Enno 2. af Østfrisland. Hun var regent i Østfrisland som formynder for sine samregerende sønner, Edzard 2. af Østfrisland og Johan 2. af Østfrisland, fra 1540 til 1561.
Hun var datter af greve Johan 5. af Oldenborg og Anna af Anhalt-Zerbst. Hun giftede sig med Enno 2. i 1530. Ved Enno 2.s død i 1540 blev hun Østfrislands regent som formynder for sin umyndige søn Edzard 2. Anna reformerede retsvæsenet og ledelsesmåden. Hun oprettede i 1545 en politimyndighed og udøvede religiøs tolerance. 1556-1562 hånterede hun fremgangsrigt den væbnede konflikt med Harlingerland. I 1558 ændrede hun successionen og ledelsesmåden i Østfrisland ved at afskaffe førstefødselsretten og indføre en samregering mellem Edzard og hendes yngre søn Johan 2., for hvis skyld hun kunne forlænge sin mandatperiode som formynderregent. Årsagen var hendes uro over at Edzards ægteskab med Katarina Gustavsdotter Vasa, som skete i 1559, kunne føre til, at Østfrisland domineredes af Sverige.

## Børn
I sit ægteskab med grev Enno 2. fik Anna 6 børn:
- Elizabeth (10. januar 1531 - 6. September 1555), gift i 1553 med grev Johan 5. af Holstein-Pinneberg (1531–1560)
- Edzard 2. (24. juni 1532 - 1. september 1599)
- Hedwig (29. juni 1535 - 4. november 1616), gift 8. oktober 1562 med hertug Otto 2. af Brunswick-Harburg (1528–1603)
- Anna (3. januar 1534 - 20. maj 1552)
- Christopher (8. oktober 1536 - 29. september 1566 i Komárom, Ungarn)
- Johan (29. september 1538 - 29. september 1591)